# Canaã
Canaã é a antiga denominação da região correspondente à área atual de Israel (incluindo as Colinas do Golã), territórios palestinos (Cisjordânia e Faixa de Gaza), de parte da Jordânia (uma faixa na margem oriental do Rio Jordão), do Líbano e de parte do litoral sul da Síria (Números 34:1-15 e Deuteronômio 3:8).
A cidade canaanita de Ugarit foi redescoberta em 1928 e muito do conhecimento moderno sobre os cananeus advém das escavações arqueológicas naquela área. Ugarit era uma cidade-estado, anteriormente vista como uma cidade fenícia pelos historiadores. Esta certeza já não existe. A partir da descoberta naquelas ruínas do primeiro alfabeto de que se tem notícia e da vasta literatura de Ugarit, descobriu-se que esta era de origem cananeia e foi vassala do Egito durante longo período, apesar de ter tido influência de vários povos, principalmente mesopotâmicos. Um de seus deuses foi Baal, muito citado na Bíblia.
Comparada aos desertos circundantes, a terra de Canaã era uma terra de fartura, onde havia uvas e outras frutas, azeitonas e mel, daí ter sido vista por Abraão - originário da região do actual Iraque - como a "terra prometida", "onde corre leite e mel".[carece de fontes?]
Segundo a Bíblia, Canaã era a terra prometida por Deus ao seu povo, desde o chamado de Abrão (ou Abraão), que habitava a cidade caldeia de Ur, no sul da Mesopotâmia. De acordo com a tradição, Deus chamou Abrão e lhe ordenou que fosse para a terra chamada Canaã, o que teria motivado o longo êxodo dos hebreus, que teria durado muitas décadas, até que os descendentes de Abraão a alcançaram. Canaã passou então a ser por eles denominada terra de Israel.[carece de fontes?]

## Etimologia
Ainda de acordo com a Bíblia, o nome Canaã é alusivo a Cã, filho de Noé, ao qual se atribui a origem dos cananeus, conforme relato de Gênesis capítulo 10. Canaã seria a duodécima geração depois de Adão: Adão, Sete, Enos, Cainã, Malalel, Jarede, Enoque, Matusalém, Lameque, Noé, Cam e Canaã.[carece de fontes?]
Após o Dilúvio, Cam teria se deparado com Noé embriagado, tendo visto a sua nudez em sua tenda e contado o fato a seus irmãos, em vez de cobrir o pai (Gênesis 9:22). Quando recobrou a consciência, Noé amaldiçoou Cam, Canaã, referindo-se a ele como o "servo dos servos" (Gênesis 9:25) "e disse: Maldito seja Canaã; seja servo dos servos de seus irmãos". Segundo uma certa linha de interpretação, ao proferir tais palavras, Noé estaria profetizando que um dos descendentes de Sem, Abraão, iria herdar a terra dos cananeus.[carece de fontes?]